# Санторини (округ)
Округ Санторини (грч.  - periferiakí enótita Thiras) је округ у периферији Јужни Егеј у средишњој Грчкој. Управно средиште округа је градић Тира на острву Санторини, које је средишње у округу. Округ обухвата већа острва Санторини, Анафи, Јос, Сикинос и Фолегандрос и више мањих острва и хриди, сва у области јужних Киклада.
Округ Санторини је успостављен 2011. године на поделом некадашње префектуре Киклади на 8 округа.

## Природне одлике
Округ Санторини је острвски округ у средишњем делу Грчке, који обухвата пет већих острва Санторини, Анафи, Јос, Сикинос и Фолегандрос и бројна мања острва и хриди, сва у средишњем делу Егејског мора. Дата острва су удаљенија од копна.
Острва су махом планинска, са мало воде, па имају мало растиња, док су већином под голетима.
Клима у округу је средоземна.

## Историја
Погледати: Санторини

## Становништво
По последњим проценама из 2001. године округ Санторини је имао близу 17.000 становника, од чега око 1/8 живи у седишту округа, граду Тири.
Етнички састав: Главно становништво округа су Грци, а званично признатих историјских мањина нема.
Густина насељености је око 53 ст./км², што је осетно мање од просека Грчке (око 80 ст./км²). Острво Санторини је значајно гушће насељено од осталих мањих острва у округу.

## Управна подела и насеља
Округ Санторини се дели на 5 општина (број је ознака општине на карти):
1. Анафи - 3
2. Јос - 7
3. Сикинос - 16
4. Санторини - 6
5. Фолегандрос - 19

Град Тира је највеће насеље и седиште округа, али није велико насеље.

## Привреда
Становништво округа Санторини је традиционално било окренуто поморству и средоземној пољопривреди (агруми, маслине). Иако су дате делатности и данас развијене, оне су у сенци туризма. Током протеклих деценија округ је постао туристичко одредиште у Грчкој, посебно острво Санторини.